# В переводе
«В переводе» (англ. …In Translation) — семнадцатая серия первого сезона американского телесериала «Остаться в живых». Центральный персонаж серии — Джин Квон.

## Сюжет

### Воспоминания
Джин приходит к отцу Сун — магнату тяжёлой промышленности мистеру Пайку. Кореец просит бизнесмена разрешение на свадьбу с Сун. Сначала мистер Пайк относится к этому неохотно, но когда понимает, что Джин готов ради Сун на всё, в том числе работать на Пайка, соглашается. Затем Сун вспоминает, как разговаривает с Джином перед свадьбой. Она хочет отправиться в свадебное путешествие, но Джин говорит, что сейчас ему важно работать на отца. Позже он получает задание от рассерженного мистера Пайка: ему надо передать госчиновнику по экологии, закрывшему один из заводов мистера Пайка, что тот очень им недоволен. Джин едет к нему и говорит ему эти слова. Чиновник очень удивляется и радуется, что Джин ничего с ним не сделал. Он дарит Джину щенка шарпея, несмотря на протесты дочери. В это время по телевизору показывают дающего интервью Хёрли. Джин едет домой к Сун, но его срочно вызывает Пайк. Он говорит, что Джин неправильно выполнил его распоряжение, и говорит что его человек покажет, как это делать. Джин с человеком Пайка едут снова к чиновнику. Джин понимает, что этот человек — киллер, и хочет застрелить чиновника. Поэтому Джин врывается в дом чиновника первым, избивает того до полусмерти, и говорит, чтобы тот заново открыл завод, и что он только что спас ему жизнь. Джин уводит киллера, приезжает домой. Мы снова видим, как он весь в крови бежит в ванну, и как они ссорятся с Сун. Потом Джин приезжает в деревню на океане. Там он встречается со своим отцом-рыбаком. До этого Джин всем говорил, что его отец умер. Джин просит у отца прощения, и говорит, что работает на отца Сун и что эта работа разрушает их брак. Джин говорит, что Пайк отправляет их на задание: отвезти дорогие часы в Сидней и Лос-Анджелес. А отец Джина советует ему сбежать в США.

### События на острове
Джин и Сун ссорятся, а Майкл пытается защитить Сун, но та даёт ему пощёчину. Джин и Сун уходят от лагеря. Ночью плот, который строит Майкл при помощи Уолта и Сойера (который хочет выбраться с острова), загорается и сгорает. Подозрение падает на Джина. Сойер тащит его на пляж, где вместе с Майклом избивают его. Сун не выдерживает и по-английски говорит, что это не Джин поджёг плот. Все в шоке, но Сойер с Майклом отпускают Джина. Кореец перестаёт разговаривать с Сун, поскольку та скрывала от него, что говорит по-английски. Более того, Джин вызывается помочь Майклу построить новый плот. А в конце серии Локк говорит Уолту, что видел, как тот поджигал плот. Уолт говорит, что не хочет уплывать с острова, но потом, как и Джин, начинает активно помогать Майклу строить новый плот.